# Vitor Faverani
Vitor Luiz Faverani Tatsch (Paulínia, São Paulo, Brasil, 5 de maig de 1988) és un jugador brasiler de bàsquet amb passaport espanyol que juga en la posició de pivot.

## Carrera esportiva
El pivot brasiler va iniciar de ben jove la seva carrera a Espanya, al planter de l'Unicaja Málaga, i el seu equip vinculat, el Clínicas Rincón. La temporada 2005/06 era un jugador molt prometedor, al qual vigilaven diverses franquícies de l'NBA. Va ser cedit en diverses ocasions, al CAI Zaragoza de la LEB, i el Bruesa GBC de Sant Sebastià, també de la LEB, sense que acabés de despuntar ni en les cessions ni en els retorns a Màlaga.
El llavors tècnic del Màlaga, Aíto García Reneses, el va descartar, el 2009 va fitxar pel CB Murcia, on va ser una peça clau per assolir l'ascens de l'equip a la Lliga ACB, amb una mitjana de 14.8 punts i 6.3 rebots, vitals per tal que el conjunt murcià obtingués una plaça d'ascens directe. Es va presentar al Draft de 2009 de l'NBA però no va sortir elegit per cap franquícia.
El 2011 va fitxar pel Power Electronics València, i a mesura que va anar avançant la temporada, va anar millorant les seves actuacions amb l'equip, fins a fer grans actuacions en els play-off pel títol, i en concret, en l'eliminatòria contra el Regal FC Barcelona, on gràcies a ell els valencians varen guanyar el segon partit de la sèrie al Palau Blaugrana, i la van empatar a un. La temporada 2011-2012 va ser reeixida pel jugador, que va ser seleccionat com un dels cinc candidats al premi de "jugador revelació" de la lliga per l'ACB, un premi que finalment seria pel jugador del Bàsquet Manresa Micah Downs. Faverani es va desvincular del València Basket després de jugar-hi dues temporades per fitxar pels Boston Celtics de l'NBA.
El 15 de gener de 2017 va fitxar pel FC Barcelona, i el maig de 2017 es va desvincular del club, amb 17 partits jugats i una aportació molt minsa.

### Clubs
- Clínicas Rincón Axarquía (LEB-2): 2005-2006
- Unicaja Málaga (ACB)/CAI Zaragoza (LEB): 2006-2007
- Bruesa GBC (LEB Or): 2007-2008,
- Unicaja Málaga (ACB) / Clínicas Rincón Axarquía (LEB Or): 2008-2009
- CB Murcia (ACB): 2009-2011
- València Basket (ACB): 2011-2013[3][6]
- Boston Celtics (NBA): 2013-2014
- Maccabi Tel Aviv: 2015-2016
- UCAM Murcia: 2016-2017
- FC Barcelona: 2017

### Internacional
Ha estat internacional amb la Selecció de bàsquet del Brasil.